# Fali kövirózsa
A fali kövirózsa (Sempervivum tectorum) a kőtörőfű-virágúak (Saxifragales) rendjébe, ezen belül a varjúhájfélék (Crassulaceae) családjába és a fáskövirózsa-formák (Sempervivoideae) alcsaládjába tartozó faj.
Nemzetségének a típusfaja.

## Előfordulása
A fali kövirózsa előfordulási területe Európa déli hegységei; például a Pireneusok és a Balkán-félsziget nyugati része. Ez a varjúhájféle Albániában, Ausztriában, Franciaországban, Magyarországban, Németországban, Olaszországban, Spanyolországban, Svájcban, valamint az egykori jugoszláv államokban őshonos.
Európa más térségeibe és országaiba, valamint az Amerikai Egyesült Államok északkeleti államaiba, továbbá Utahba is, betelepítette az ember.

## Megjelenése
Évelő növényfaj, amelynek pozsgás levelei tőlevélrózsaszerűen nőnek, és a tövük 4-10 centiméter széles. Mint több rokonának, a fali kövirózsának is a zöld levelek végeit lilás, vöröses vagy barnás árnyalatok díszítik. A növény 15 centiméter magasra nő meg.

## Hibridjei
Az ember a rokonaival keresztezve a következő hibrideket állította elő:
- Sempervivum × calcaratum Baker (1874) = Sempervivum tectorum L. × Sempervivum?
- Sempervivum × funckii F.Braun ex W.D.J.Koch (1832) = Sempervivum arachnoideum L. × Sempervivum montanum L. × Sempervivum tectorum L.
- Sempervivum × hayekii G.D.Rowley (1958) = Sempervivum grandiflorum Haw. × Sempervivum tectorum L.
- Sempervivum × piliferum Jord. (1849) = Sempervivum arachnoideum L. × Sempervivum tectorum L.
- Sempervivum × schottii C.B.Lehm. & Schnittsp. (1855) = Sempervivum montanum L. × Sempervivum tectorum L.
- Sempervivum × widderi C.B.Lehm. & Schnittsp. (1860) = Sempervivum tectorum L. × Sempervivum wulfenii Hoppe ex Mert. & W.D.J.Koch
- Sempervivum × wolfianum Chenev. (1887) = Sempervivum arachnoideum L. × Sempervivum grandiflorum Haw × Sempervivum montanum L. × Sempervivum tectorum L.

## Képek

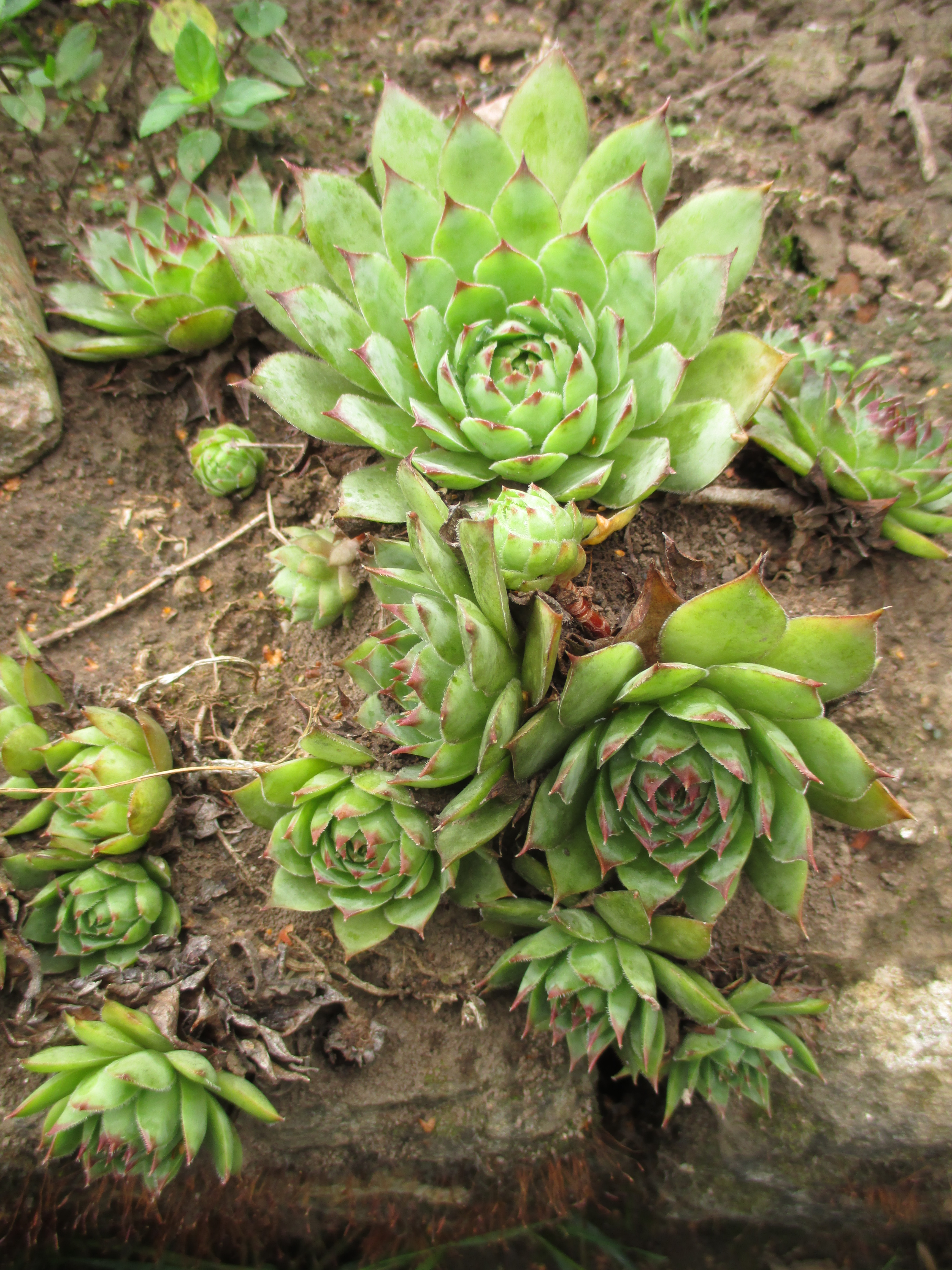
Levelei
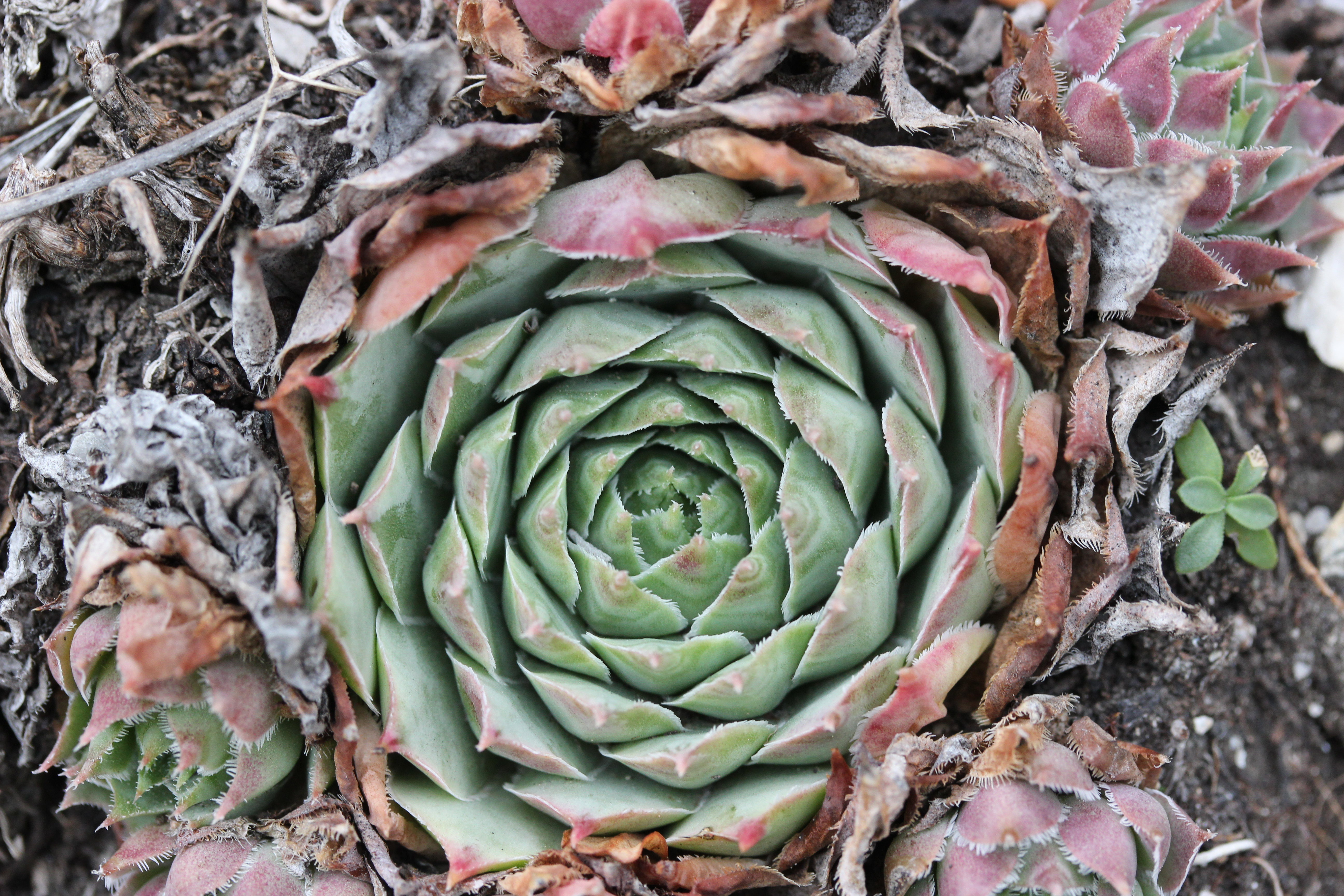
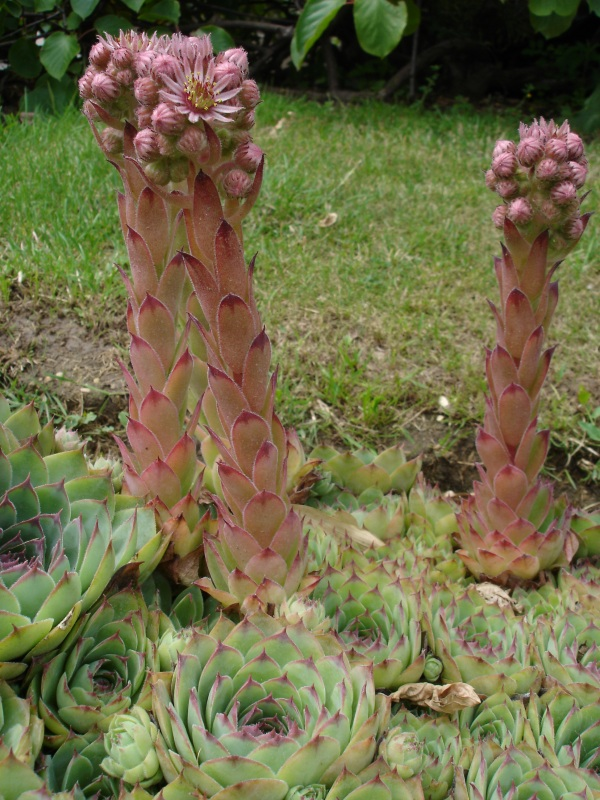
Virágai
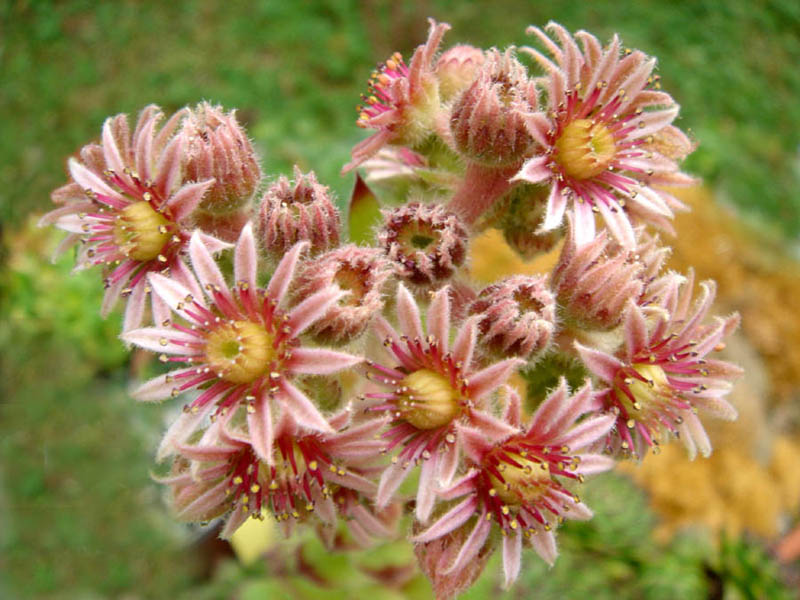
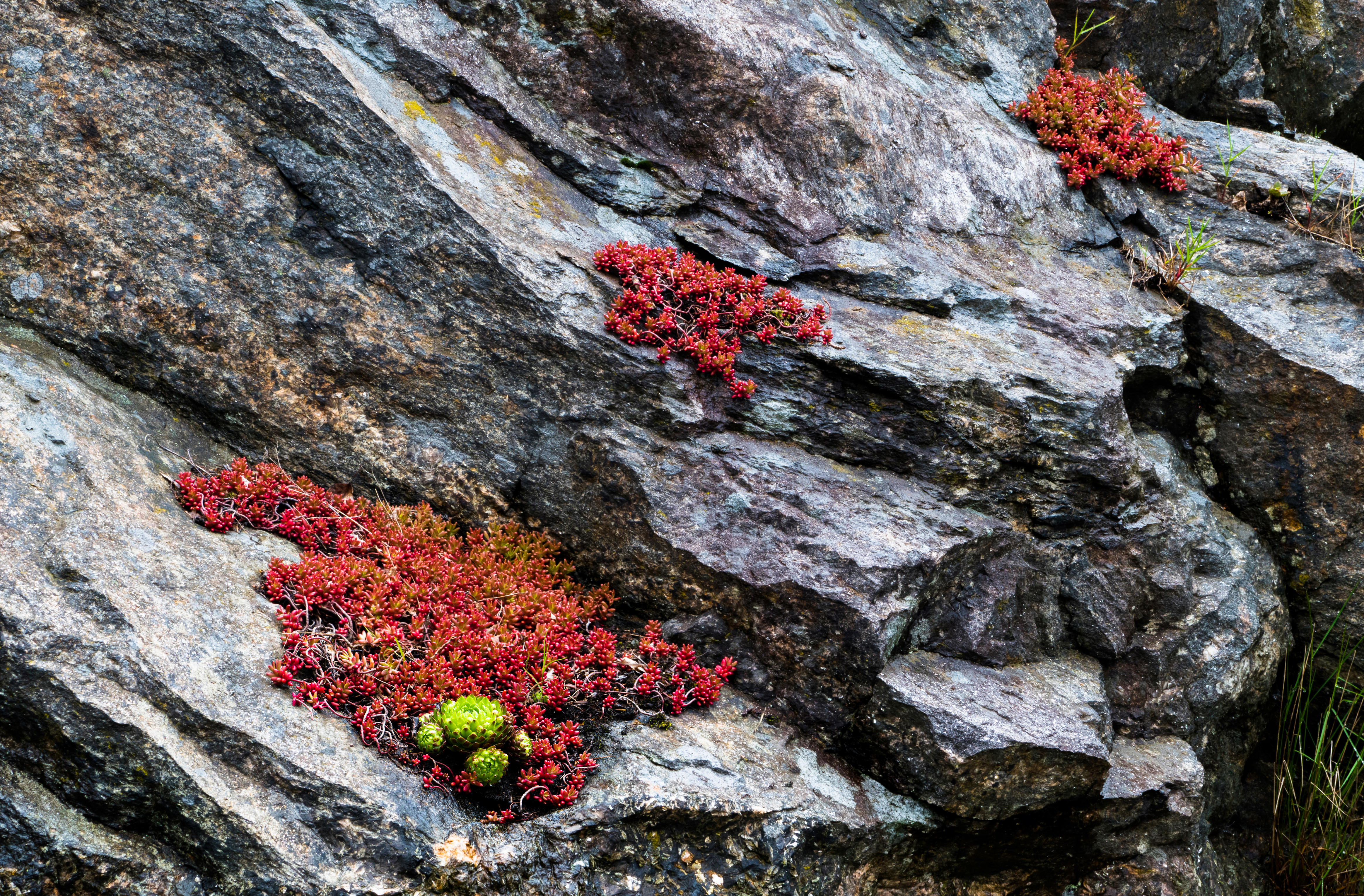
Növénytársulásban